# Sylwia Lipka
Sylwia Maria Lipka (ur. 12 grudnia 1996 w Katowicach) – polska wokalistka, wideoblogerka i prezenterka telewizyjna.

## Życiorys
Urodziła się w Katowicach, a wychowywała się w Knurowie. Ma sześcioro rodzeństwa. W dzieciństwie uczęszczała na zajęcia do szkoły baletowej. Obecnie mieszka w Warszawie.
W 2014 nawiązała współpracę ze stacją telewizyjną Disney Channel, dla której prowadziła program I Love Violetta.
24 listopada 2015 debiutowała jako piosenkarka singlem „Masz to coś”. 1 lipca 2016 nakładem wytwórni muzycznej My Music wydała album pt. Szklany sen, z którym zadebiutowała na drugim miejscu oficjalnej listy sprzedaży (OLiS). Za dwa single z płyty, "Zapomnieć chcę" i "Zobacz", odebrała status złotej płyty. Od 24 września 2016 do 14 maja 2017 odbywała ogólnopolską trasę koncertową Szklany sen Tour. 1 października 2017 zasiadła w jury krajowych eliminacji do 15. Konkursu Piosenki Eurowizji dla Dzieci. 20 października wydała album pt. Fala/Wave, na który nagrała piosenki w dwóch wersjach językowych: angielskim i polskim. Za album odebrała certyfikat złotej płyty. Od 19 listopada 2017 do 20 kwietnia 2018 odbywała trasę koncertową pod hasłem Na Fali, a osiem dni po jej zakończeniu opublikowała teledysk do singla „Kalkulacje”.
W 2019 wydała album pt. Wbrew pozorom, który promowała trzema singlami: tytułowym, „Cztery łapy” i „Gdybyś”. Odbyła również trasę koncertową pt. Wbrew Pozorom Tour, która trwała od 20 października 2019 do 8 marca 2020. Również w 2019 premierę kinową miał film Jestem M. Misfit, w którym zagrała główną rolę Julii Morskiej. 28 marca 2020 wydała utwór „7 uśmiechów”. W 2020 uczestniczyła także w 11. edycji programu rozrywkowego Polsatu Dancing with the Stars. Taniec z gwiazdami. W 2021 wydała książkę pt. „Mery Majka” album pt. Forever. 11 czerwca 2022 ukazał się utwór „Prawie”.

## Dyskografia
Albumy
| Tytuł         | Dane dot. albumu                                 | Pozycja na liście | Certyfikat         |
| Tytuł         | Dane dot. albumu                                 | POL               | Certyfikat         |
| ------------- | ------------------------------------------------ | ----------------- | ------------------ |
| Szklany sen   | - Data: 1 lipca 2016 - Wydawca: My Music         | 2                 |                    |
| Fala/Wave     | - Data: 20 października 2017 - Wydawca: My Music | 2                 | - POL: złota płyta |
| Wbrew pozorom | - Data: 30 sierpnia 2019 - Wydawca: My Music     | 3                 |                    |

Występy gościnne
| Album              | Rok  | Uwagi                       | Źródło |
| ------------------ | ---- | --------------------------- | ------ |
| DJ Remo – Remofere | 2015 | śpiew w utworze "About You" | [ 24 ] |

Single
| Tytuł                                                                        | Rok  | Autorzy                                          | Certyfikat         | Album         |
| ---------------------------------------------------------------------------- | ---- | ------------------------------------------------ | ------------------ | ------------- |
| „Masz to coś"                                                                | 2015 | Adrian Owsianik Tomasz Morzydusza Natalia Wójcik |                    | Szklany sen   |
| „Zobacz"                                                                     | 2016 | Adrian Owsianik Tomasz Morzydusza Natalia Wójcik | - POL: złota płyta | Szklany sen   |
| „Czego pragniesz?"                                                           | 2016 |                                                  |                    | –             |
| „Spełniaj marzenia" (oraz Jeremi Sikorski, Artur Sikorski i Sylwia Przybysz) | 2016 | Adrian Owsianik                                  |                    | –             |
| „Zapomnieć chcę"                                                             | 2016 | Adrian Owsianik                                  | - POL: złota płyta | Szklany sen   |
| „Puzzle dwa"                                                                 | 2016 | Adrian Owsianik                                  |                    | Szklany sen   |
| „Fly to Sky"                                                                 | 2017 | Adrian Owsianik                                  |                    | Fala/Wave     |
| „Uskrzydlasz mnie”                                                           | 2017 | Adrian Owsianik                                  |                    | Fala/Wave     |
| „Nie zapomnę”                                                                | 2017 | Adrian Owsianik                                  |                    | Fala/Wave     |
| „Kalkulacje"                                                                 | 2018 | Adrian Owsianik                                  |                    | Fala/Wave     |
| „Wbrew pozorom"                                                              | 2019 | Adrian Owsianik Kamila Witek                     |                    | Wbrew pozorom |
| „Cztery Łapy"                                                                | 2019 | Adrian Owsianik Kamila Witek                     |                    | Wbrew pozorom |
| „Gdybyś"                                                                     | 2019 | Adrian Owsianik Kamila Witek                     |                    | Wbrew pozorom |

## Teledyski
| Tytuł                                                                        | Rok       | Reżyseria      | Album         | Źródło |
| ---------------------------------------------------------------------------- | --------- | -------------- | ------------- | ------ |
| "Masz to coś"                                                                | 2015      |                | Szklany sen   | [ 28 ] |
| "Zobacz"                                                                     | 2016      | Smoła Studio   | Szklany sen   | [ 29 ] |
| "Zapomnieć chcę"                                                             | 2016      | Smoła Studio   | Szklany sen   |        |
| "Spełniaj marzenia" (oraz Jeremi Sikorski, Artur Sikorski i Sylwia Przybysz) | 2016      | Smoła Studio   | –             | [ 30 ] |
| "Puzzle dwa"                                                                 | 2016      | Tomasz Bulenda | Szklany sen   | [ 31 ] |
| "Fly to Sky"                                                                 | 2017 2019 | Tomasz Bulenda | Fala/Wave     |        |
| "Kalkulacje"                                                                 | 2017 2019 |                | Fala/Wave     |        |
| "Uskrzydlasz mnie"                                                           | 2017 2019 | Tomasz Bulenda | Fala/Wave     | [ 32 ] |
| "Nie zapomnę"                                                                | 2017 2019 |                | Fala/Wave     |        |
| "Nasza cicha noc"                                                            | 2017 2019 |                |               |        |
| "Gdybyś"                                                                     | 2017 2019 | Smoła Studio   | Wbrew pozorom |        |
| "7 uśmiechów"                                                                | 2017 2019 | Powidoki       | Wbrew pozorom | [ 33 ] |

## Filmografia
| Tytuł                     | Rok  | Rola              | Uwagi             | Źródło |
| ------------------------- | ---- | ----------------- | ----------------- | ------ |
| Tini: Nowe życie Violetty | 2016 | jako Miranda      | rola dubbingowana | [ 34 ] |
| #Jestem M. Misfit         | 2019 | jako Julia Morska | rola główna       |        |